# Aegostheta pubens
Aegostheta pubens är en skalbaggsart som beskrevs av Louis Albert Péringuey 1904. Aegostheta pubens ingår i släktet Aegostheta och familjen Melolonthidae. Inga underarter finns listade i Catalogue of Life.